# Сен-Мер-де-Лапло
Сен-Мер-де-Лапло́ (фр. Saint-Merd-de-Lapleau, окс. Sent Merd de la Pléu) — коммуна во Франции, находится в регионе Лимузен. Департамент — Коррез. Входит в состав кантона Лапло. Округ коммуны — Тюль.
Код INSEE коммуны — 19225.
Коммуна расположена приблизительно в 400 км к югу от Парижа, в 95 км юго-восточнее Лиможа, в 25 км к востоку от Тюля.

## История
Во время Великой французской революции название коммуны было изменено на Жимель-Дордонь (фр. Gimel-Dordogne).

## Население
Население коммуны на 2008 год составляло 128 человек.
| 1962 | 1968 | 1975 | 1982 | 1990 | 1999 | 2008 |
| ---- | ---- | ---- | ---- | ---- | ---- | ---- |
| 223  | 292  | 213  | 194  | 156  | 140  | 128  |

## Администрация
| Период | Период | Фамилия     | Партия                              | Примечания |
| ------ | ------ | ----------- | ----------------------------------- | ---------- |
| 2001   | 2008   | Жаклин Лейг |                                     |            |
| 2008   |        | Ив Перо     | Французская коммунистическая партия |            |

## Экономика
В 2007 году среди 54 человек в трудоспособном возрасте (15-64 лет) 40 были экономически активными, 14 — неактивными (показатель активности — 74,1 %, в 1999 году было 58,0 %). Из 40 активных работали 36 человек (22 мужчины и 14 женщин), безработных было 4 (1 мужчина и 3 женщины). Среди 14 неактивных 2 человека были учениками или студентами, 7 — пенсионерами, 5 были неактивными по другим причинам.